# 開卷周報
開卷周報為台灣報紙《中國時報》的書評版面，於1988年4月24日創刊，曾與《聯合報》【讀書人周報】並列為臺灣兩大書評版面。

## 歷史
1987年，臺灣解嚴，政治、社會、經濟等領域無不產生急遽的變化。1988年，報禁解除，報紙增張，隨之電子媒體開放，媒體生態丕變。在此環境下，台灣社會猶如掙脫束縛的飛馬，大力揮別過去、迎接新的時代，文化力於焉蓬勃開展。1988年4月24日，【開卷】正式創刊，日後更以周報形式成為讀者信賴的書評媒體。
1989年起，【開卷】每年年底舉辦「開卷好書獎」，並大力推廣，鼓勵民眾閱讀好書。此獎項已屬台灣社會不可或缺的年度盛事，更是華文世界最具公信力的書籍獎項；每年公布時，獲選書籍貼上【開卷】專屬貼紙，在全國各大小書店及全國公共圖書館設平台展售、展示，銷路與口碑均水漲船高。
開卷好書獎共有4個獎項：年度好書（原名「十大好書」，分為中文創作類、翻譯類兩項）、最佳青少年圖書、最佳童書、美好生活書（2003年新增獎項）；公佈後並舉辦頒獎酒會，頒予得獎人獎座。
2006年起，為推廣開卷好書獎得獎書籍，【開卷】斥資拍攝BV（Book Video）；擔任BV導演的都是台灣電影圈的新秀，包括李鼎、溫知儀、侯季然、林孝謙。BV在頒獎典禮舉行首映，其後在誠品書店、金石堂書店等實體書店、台北國際書展、公共圖書館、各類海外書展、中時電子報、YouTube等影音網站播放、流傳。是台灣首見的影音行銷閱讀模式，作家深受鼓勵，網路間也流傳甚廣。

### 大事記
- 1988年4月24日，《中國時報》開卷版正式成立，每逢周日出刊，全版黑白印刷，主編鄭林鐘。
- 1988年7月25日，首度推出書評。
- 1989年6月26日，改為彩色版，莫昭平接任主編。
- 1989年12月25日，首度舉辦「十大好書」年度評選，次年增加「最佳童書」獎項。
- 1990年9月7日，配合《中國時報》40周年慶，舉辦讀者票選「40年來影響我們最深的書」，共計10萬人次讀者參與。為開卷首次舉辦與讀者互動的活動。
- 1991年1月11日，成立「開卷書評小組」，由7位各領域專擅之作家學者組成，每周聚會讀書，挑選值得推薦之好書。書評小組成員姓名不對外公布，以保持獨立自主性。
- 1991年5月31日，由單版改為「開卷專刊」（3全版2半版），隔周周五出刊。
- 1991年9月，莫昭平赴美國訪問《紐約時報》書評版。
- 1992年5月22日，改為《開卷周報》（2全版2半版），每周五出刊。
- 1993年10月17日，舉辦「開卷對談」系列活動，推出「閱讀政經祕辛，面對內幕高手」、「前世今生的謎與惑」、「揭開恐龍大滅絕之謎」等話題性對談十餘場。
- 1994年8月25日，舉辦「文學電影節」活動，介紹莒哈絲、馬奎斯、松本清張的電影及文學成就，共推出5期專輯、放映23部電影、3場演講。
- 1995年5月18日，製作「全台閱讀連線」專輯4期，包括「飽含鹽分與陽光的土地」（南部）、「與海共舞、與山合唱」（東部）、「踏訪新文學的故鄉」（中部）、「謳歌於丘陵，迴聲於台北」（北部），全面調查採訪各地出版、閱讀、文化活動及作家現況。
- 1995年10月5日，與《光碟購買指南》合作推出「光碟好書榜」專欄。
- 1996年1月18日，首度製作「台北國際書展專刊」，並於現場發送。
- 1996年2月1日，部份內容登於「中國時報全球資訊網」（中時電子報前身）。
- 1997年1月1日，李金蓮接任主編。
- 1997年3月12日，舉辦「現代人全方位閱讀」全台巡迴座談，共10場，包括：「在生命轉彎的地方－導讀心靈成長書籍」（台中監獄）、「包青天就在你身邊－導讀法律書」（台北監獄）、「尋找偶像－導讀傳記」（台北東湖國小原住民同學）、「情字這條路－導讀愛情小說」（桃園勞工中心）、「無國界網路閱讀」（台南女中）、「縱橫福爾摩沙－導讀台灣學」（新店文化中心）、「理性之夢－導讀科普書」（花蓮國立東華大學）、「誰在創造經濟奇蹟－導讀企業家傳記」（新竹科學園區）、「女人的旅程－導讀女性成長書籍」（新港文教基金會）、「虛構的魅力－談小說」（埔里國立暨南國際大學）。
- 1998年3月12日，推出「開卷10年」系列活動，包括：年度好書展「菁華讀本」系列講座、萬元懸賞「開卷收藏家」等。
- 1998年12月31日，年度好書評選正式更名為「開卷好書獎」，獎項包括十大好書、最佳青少年圖書、最佳童書。
- 1999年1月1日，開始推行開卷好書獎全台「圖書館聯展」。
- 1999年9月30日，連續5周推出921地震相關專輯：「創傷與復原」、「咱希望的所在」、「他們用鏡頭喊痛」、「看集集小鎮新生」、「老埔里重建新故鄉」。
- 2000年4月13日，專訪《哈利波特》作者J. K. 羅琳。
- 2000年5月25日，新政府閱讀調查。
- 2000年6月22日，推行暑假學童閱讀及徵文活動：啟蒙假期。2002年起每年邀請神祕嘉賓與得獎小朋友共餐並留下「給台灣孩子的一席話」，應邀嘉賓包括曾志朗、黃春明、紀政、林懷民、徐仁修、王宣一、陶大偉。
- 2000年7月13日，專訪鈞特·葛拉斯。
- 2000年12月，開卷好書獎「十大好書」分設中文創作及翻譯類兩項。
- 2001年4月1日，縮減為2全版、1半版。
- 2001年8月26日，縮減為2全版。
- 2001年9月16日，911事件後推出「中東為什麼發火」專題報導。
- 2002年4月7日，擴充為3全版。
- 2002年6月1日，李金蓮赴北京訪問北京書展、《中國圖書商報》等，觀察兩岸出版交流現況，報導見報。
- 2002年10月6日，調為2全版、1半版。
- 2003年4月27日，調為B1、B2、B3三大版。
- 2003年5月24日，因應SARS事件，推出「在家讀書，就是防疫！」活動專刊，與46家出版社合作，推薦100種書籍，金石堂書店、誠品書店等逾200家書店賣場共同提供7折優惠。
- 2003年12月28日，開卷好書獎增設「美好生活書」獎項。
- 2004年1月4日，周月英兩度赴北京及上海，與當地媒體人謀求合作。2004年首次與香港《明報》、北京《新京報》同步推出「兩岸三地大學生閱讀調查」。2005年再度合作「兩岸三地書店大調查」。2006年上海《新聞晨報》加入，推出「兩岸四地高中生閱讀調查」。2007年廣州《南方都市報》加入，推出「兩岸五地作家‧文學風景調查」。
- 2004年6月7日，推出「每月主題書展」，邀請不同領域人士依主題提供專業解說並開列書單，各地圖書館同步推出實體書展。
- 2004年8月1日，針對社會需求，製作「再見，憂鬱！」主題書展，十數名專業精神科醫師評選並推薦認識及對抗憂鬱症的最佳作品。
- 2004年9月19日，與三民書局合作，為作家琦君舉行「琦君迷同學會」。
- 2004年11月7日，刊出河合隼雄與幾米對談。
- 2004年12月12日，反對《出版品及錄影節目帶分級辦法》，抗議違反出版自由。
- 2005年7月3日，推出「名人對談」專輯。
- 2006年6月7日，琦君過世，開卷率先於部落格推出紀念文集，匯整相關新聞及過往專訪內容，瞬間吸引數萬讀者點閱。
- 2006年11月，完整版面PDF開放線上下載。
- 2006年11月，東明相應邀拍攝「開卷好書獎」宣傳海報。
- 2006年12月，籌拍「開卷好書獎BV」，帶動影像宣傳趨勢。連續拍攝6年，後因經費問題，2012年起停辦。參與拍攝的新銳導演包括李鼎、溫知儀、侯季然、林孝謙。
- 2007年8月26日，新增「貓耳朵寫周記」專欄。
- 2007年12月，慶祝開卷20周年，拍攝微電影《紙本的浪漫》，薇薇夫人、郝譽翔、東明相主演。
- 2008年3月30日，南方朔評20年來開卷年度選書。
- 2008年4月，推動「書本‧去旅行」活動，包括林良、蔣勳、李登輝、五月天阿信、紀政、孫越、曾志朗、嚴長壽等文化前輩及社會賢達皆慨然捐贈書籍，參與「放書」活動。
- 2008年7月，報社裁員（7/31浮世繪版說再見），開卷縮減成2全版，原專屬記者林欣誼改調至文化新聞版。
- 2009年4月12日，從正刊移至周末增刊的《旺來報》，3小版，周日見報。
- 2009年8月，推出「書香民宿之旅」系列報導。
- 2009年8月9日，推出「帶讀者到現場」系列活動I，圖書醫院首度開放，專人解說帶領民眾認識圖書修護過程。
- 2009年8月15日，「帶讀者到現場」活動II，導覽日星鑄字行。
- 2010年7月，與國立台灣文學館合作「作家撒野‧文學迴鄉」系列活動，於暑假期間邀約知名作家至偏鄉演講以拉近城鄉資源不均問題，持續舉辦6年。
- 2010年11月，作家雷驤、駱以軍、顏忠賢及葉珊應邀為開卷好書獎拍攝海報，開啟主題式宣傳海報肇端。日後應邀擔任代言人者包括作家何致和及寶瓶文化外文主編簡伊玲（2011）、作家暨政大台文所助理教授紀大偉（2012）、小說家暨台大外文系退休教授王文興（2013）、作家李維菁（2014）、作家暨台大戲劇系教授紀蔚然等（2015）。
- 2011年4月9日，移至《旺到報》，每周六見報。
- 2012年4月23日，周月英接任主編。
- 2012年12月，因經費問題，「美好生活書」停辦一年。
- 2012年12月，開卷好書獎「十大好書」易名為「年度好書」。
- 2013年1月5日，推出「讀書大展」專欄，每月邀約一位「策展人」導覽新書，作家劉梓潔打頭陣。
- 2013年4月23日，前任主編李金蓮獲金鼎獎最佳貢獻獎。
- 2014年6月7日，2014年台北捷運隨機殺人事件後邀集精神科醫師及社會學學者座談，推出「創傷後，我們能做的事」專題。
- 2016年5月7日，推出「讀書的總統‧總統讀的書」專題。
- 2016年6月4日，《開卷》改版，除改為僅由內部記者供稿，創始於1989年的「開卷好書獎」亦停辦。[1]
- 歷年開卷記者群：王瑞香、蔡珠兒、張娟芬、李翠瑩、朱恩伶、吳嘉苓、鄧美玲、喻小敏、包黛瑩、楊凱麟、徐淑卿、董成瑜、丁文玲、劉梓潔、黃麗群、林欣誼。
- 歷年開卷編輯群：鄭林鐘、莫昭平、李金蓮、陳映霞、簡正聰、詹政光、謝淑惠、高慧瑩、于美芝、周月英、蔡昀臻。

## 獲獎
| 年份     | 獲提名                                               | 獎項                                                                               | 結果 |
| -------- | ---------------------------------------------------- | ---------------------------------------------------------------------------------- | ---- |
| 1990年起 |                                                      | 行政院新聞局主辦的金鼎獎「新聞出版資訊獎」（1996年該獎項更名為「新聞出版報導獎」） | 獲獎 |
| 1990年   | 主編莫昭平及編輯、記者李金蓮、王瑞香、陳栩椿         | 金鼎獎「出版資訊獎」                                                               | 獲獎 |
| 1991年   | 主編莫昭平代表                                       | 金鼎獎「出版資訊獎」                                                               | 獲獎 |
| 1993年   | 主編莫昭平代表                                       | 金鼎獎「出版資訊獎」                                                               | 獲獎 |
| 1994年   | 主編莫昭平代表                                       | 金鼎獎「出版資訊獎」                                                               | 獲獎 |
| 1995年   | 主編莫昭平代表                                       | 金鼎獎「出版資訊獎」                                                               | 獲獎 |
| 1997年   | 主編李金蓮及編輯、記者謝淑惠、高慧瑩、徐淑卿、董成瑜 | 金鼎獎「出版報導獎」                                                               | 獲獎 |
| 1998年   | 記者董成瑜代表                                       | 金鼎獎「出版報導獎」                                                               | 獲獎 |
| 2000年   | 記者徐淑卿代表                                       | 金鼎獎「出版報導獎」                                                               | 獲獎 |
| 2004年   | 記者丁文玲（11月）                                   | 「第八屆兩岸關係暨大陸新聞報導獎——報紙報導獎項」佳作獎                             | 獲獎 |

## 主編
- 鄭林鐘：1988年至1989年
- 莫昭平：1989年至1997年
- 李金蓮：1997年至2012年4月23日
- 周月英：2012年至2016年6月4日

## 開卷好書獎
開卷好書獎創始於1989年，為《中國時報》書評版開卷周報每年舉辦的評選活動，強調公正、客觀，以「開卷好書獎，是好書，也是好看的書」為標語，旨在鼓勵民眾閱讀、獎勵優秀作家及出版社。得獎者可獲頒獎座，無獎金。
　在主辦單位長期努力下，此獎逐漸奠定其公信力，被目為華人世界最具代表性的指標

，獎項備受出版社及作家重視

，頒獎典禮成為出版業年度盛事

。各大圖書館常年配合推出開卷好書的展示活動。

### 獎項
開卷好書獎共有三大獎項，每項選出年度最佳書籍10種
- 年度好書（原名：十大好書，分為中文創作、翻譯類兩項）
- 最佳童書暨青少年圖書
- 美好生活書

### 評選制度
開卷好書獎評選制度歷經幾番變革。1989年第一屆採票選制，由編輯部發函邀請當時負盛名的文化界人士，自開卷提供的書單勾選推薦好書。最後統計票數，票數前10名者，獲選為年度「十大好書」。
　考量其過程有欠嚴謹，選出的書籍也多與大眾閱讀經驗疏離，自1991年起，評選方式大幅改變。成立「每周選書小組」（又分：一般書籍及兒童書籍），聘請多位文化人、學者及作家擔任選書委員，每周一天，在開卷會議室閉門閱讀討論，選出值得向讀者推薦的新書，編輯部再以書評、書介或報導等方式推薦。每周選出的作品，年底自動入圍，進行複選、決選。開卷好書獎以一整年為期的選書制度，沿用至今。

### 評選辦法
1. 開卷好書獎參選作品，須為前一年度11/16之後，至當年度11/15期間出版的著作。
2. 分初選、複選、決選三階段進行，每階段皆設有一組評選人員，成員包括各領域學養深厚的學者、作家及文化人。
3. 評選過程為期一整年。
  - 初選由「選書小組」每週進行，評選對象為最新出版的書籍。
  - 複選於每年9月至11月進行，針對初選階段入選作品，分批汰選出入圍名單。
  - 決選自10月開始，為期兩個月，評審必須詳讀每一部入圍作品。各獎項分別於12月初舉行會議，經過多番討論及投票後，得出最終評選結果。
4. 得獎名單於每年年底公布。

### 評選標準
1. 入選作品須具相當可讀性，「是好書，也是好看的書」，可讓讀者享受閱讀的樂趣，亦能提升視野。學術用書及太過冷僻、專業的書，不列入評選。
2. 優先選出具有：啟發性、前瞻性，能帶動文化提昇的書。
3. 考量重點：製作嚴謹度、可讀性、專業領域表現、文字（翻譯）表現、架構完整有系統……等角度。

### 評審團
自1989年至2015年，參與過開卷好書獎的評審，超過800人次，其中以學術界（中研院及各大專院校研究者）居多，其次則為作家、中小學教師、藝文工作者、媒體人、出版通路、醫界、法人團體、圖書館／讀書會成員及企業人士。
　開卷年度好書獎評審過程嚴謹激烈，許多評審會後表示經驗難忘。

### 得獎作品
- 請見開卷好書獎得獎作品列表

### 宣傳及推廣
開卷好書獎得獎名單揭曉後，主辦單位即印製【開卷】得獎貼紙，提供出版社張貼在獲選書籍上。全國各連鎖及獨立書店設立展區展售，全國公共圖書館及學校圖書館並陸續推出專題展示，2015年共五百餘家公私立圖書館參加聯展。

### 宣傳海報
自2010年起，每年由知名作家為「開卷好書獎」宣傳海報擔任代言人。歷年代言人包括：
- 2010：作家雷驤、駱以軍、顏忠賢及葉珊（詩人焦桐女兒）。
- 2011：紀大偉（作家暨政大台文所助理教授）
- 2012：何致和（作家）、簡伊玲（編輯，寶瓶出版社）
- 2013：王文興（小說家暨台大外文系退休教授）
- 2014：李維菁（作家）
- 2015：紀蔚然（作家暨台大戲劇系教授）

## 評價
- 閱讀「開卷」，使我得以了解台灣出版的情況。

　　　　　　　　　──上海世紀出版集團總裁陳昕
- 這一刊物編得很好，對我幫助很大。

　　　　　　　　　──原商務印書館總編輯沈昌文
- 我自1996年7月率上海市版權協會代表團訪問貴報起，有幸一直是「開卷」的忠實讀者，十分感謝。本人1962年畢業於復旦大學數學系，即從事編輯出版職業，視閱讀及其有關媒體似生命。《中國時報》是一份頗有影響力的媒體，「開卷」含有台灣閱讀領域豐富資訊，很有可讀性，本人很有興趣。

　　　　　　　　　──上海市新聞出版局局長徐福生